# Giro dell'Emilia 2023
Il Giro dell'Emilia 2023, centoseiesima edizione della corsa e valida come quarantottesima prova dell'UCI ProSeries 2023 categoria 1.Pro, si svolse il 30 settembre 2023 su un percorso di 204,1 km, con partenza da Carpi e arrivo a San Luca, in Italia. La vittoria fu appannaggio dello sloveno Primož Roglič, il quale completò il percorso in 4h49'44", alla media di 42,266 km/h, precedendo il connazionale Tadej Pogačar e il britannico Simon Yates.
Sul traguardo di San Luca 97 ciclisti, dei 173 partiti da Carpi, hanno portato a termine la competizione.

## Squadre e corridori partecipanti
| N.      | Cod. | Squadra               |
| ------- | ---- | --------------------- |
| 1-7     | MOV  | Movistar Team         |
| 11-17   | ACT  | AG2R Citroën Team     |
| 21-27   | ADC  | Alpecin-Deceuninck    |
| 31-37   | AQT  | Astana Qazaqstan Team |
| 41-47   | BOH  | Bora-Hansgrohe        |
| 51-57   | COF  | Cofidis               |
| 61-67   | EFE  | EF Education-EasyPost |
| 71-77   | GFC  | Groupama-FDJ          |
| 81-87   | IGD  | Ineos Grenadiers      |
| 91-97   | TJV  | Jumbo-Visma           |
| 101-107 | LTK  | Lidl-Trek             |
| 111-117 | SOQ  | Soudal Quick-Step     |
| 121-127 | ARK  | Team Arkéa-Samsic     |

| N.      | Cod. | Squadra                           |
| ------- | ---- | --------------------------------- |
| 131-137 | DSM  | Team DSM-Firmenich                |
| 141-147 | JAY  | Team Jayco AlUla                  |
| 151-157 | UAD  | UAE Team Emirates                 |
| 161-167 | BWB  | Bingoal WB                        |
| 171-177 | COR  | Corratec Selle Italia             |
| 181-187 | EOK  | Eolo-Kometa Cycling Team          |
| 191-197 | GBF  | Green Project-BardianiCSF-Faizanè |
| 201-207 | IPT  | Israel-Premier Tech               |
| 211-216 | Q36  | Q36.5 Pro Cycling Team            |
| 221-227 | BTC  | Beltrami TSA Tre Colli            |
| 231-237 | GSS  | GW Shimano-Sidermec               |
| 241-247 | TER  | Team Technipes inEmiliaRomagna    |

## Ordine d'arrivo (Top 10)
| Pos. | Corridore        | Squadra  | Tempo    |
| ---- | ---------------- | -------- | -------- |
| 1    | Primož Roglič    | Jumbo    | 4h49'44" |
| 2    | Tadej Pogačar    | UAE      | a 1"     |
| 3    | Simon Yates      | Jayco    | s.t.     |
| 4    | Enric Mas        | Movistar | a 4"     |
| 5    | Michael Woods    | Israel   | s.t.     |
| 6    | Aleksandr Vlasov | Bora     | a 6"     |
| 7    | Richard Carapaz  | EF       | a 9"     |
| 8    | Giulio Ciccone   | Lidl     | a 15"    |
| 9    | Adam Yates       | UAE      | a 42"    |
| 10   | Warren Barguil   | Arkéa    | a 58"    |